# Leapis Trubețkoi

Logo-ul trupei Leapis Trubețkoi

Leapis Trubețkoi (în rusă Ляпис Трубецкой, în belarusă Ляпіс Трубяцкі) a fost o formație rock bielorusă. Trupa este denumită după personajul comic al lui Ilf și Petrov din romanul „Douăsprezece scaune” – poetul Nikifor Leapis, care publica sub pseudonimul Trubețkoi.
Formația a cântat preponderent în limba rusă și este laureată a premiilor RAMP, «Рок-коронация», «Чартова дюжина», «Степной волк», ZD Awards, Ultra-Music Awards.
Leapis Trubețkoi a fost fondată la sfâșitul anului 1989-începutul anului 1990 și după aproape 25 de ani de existență, în 2014, formația s-a desființat: în luna martie liderul trupei, Siarhei Mihalok, a anunțat despre destrămarea ce va avea loc, iar din 31 august trupa și-a încetat existența. Concertul de adio al formației a avut loc pe 29 august 2014, la Sankt Petersburg.
După destrămarea formației, membrii ei au format două noi trupe: Trubetskoy⁠(ru)[traduceți], cu pavel Bulatnikov, Ruslan Vladîko (chitară), Aleksandr Storojuk (tobe) și Aleksandr Mîșkevici (bas); și Brutto⁠(ru)[traduceți], cu Siarhei Mihalok, Denis Șurov (tobe) și Denis Sturcenko (bas), dar și membri noi.
Leapis Trubețkoi a fost una din trupele care în decembrie 2013 a cântat la Euromaidan în susținerea protestelor din Kiev.

## Premii
Rock-Koronația – Belarus
- 1996: Best Lyrics, Best Album – Ranetoe Serdce (Broken Heart), Best Band
- 2003: Best Music Video - Iunosti
- 2008: Best Song – Capital, Best Music Video – Capital
- 2009: Best Song - Zorachki, Best Album - Manifest, Best Band

Hit-Parad Belarus:
- 1999: Best Video Montage – “Rozocika”, Best Video Operator – “Iabloni”, Best Music Video – “Rozocika”

Multimatograph, Rusia:
- 2007: Best Music Video – “Capital”

MTV RMA, Belarus:
- 2007: Best Album – “Capital”

ViMus, Portugalia:
- 2007: Special Jury Prize – “Capital”
- 2008: Best Animation – “Ogon'ki (Luminițe)"

RAMP, Rusia:
- 2007: Best Music Video – “Capital”

MTV Portugalia:
- 2008: Best International Video – “Capital”

Ciortova Diujina, Rusia:
- 2008: Best Music Video – “Capital”
- 2009: Best Music Video - “Ogon'ki (Luminițe)"

Stepnoi Volk, Rusia:
- 2008: Best Music Video – “Capital”
- 2009: Best Music Video – “Ogon'ki (Luminițe)”

ZD Awards, Rusia:
- 2009: Band of the Year, Rock Project of the Year

## Albume
| An   | Titlu original                          | Titlu                                                 | Label          |
| ---- | --------------------------------------- | ----------------------------------------------------- | -------------- |
| 2014 | Матрёшка                                | Matrioșka                                             | Soiuz          |
| 2012 | Рабкор                                  | Rabcor                                                | Soiuz          |
| 2011 | Весёлые картинки                        | Imagini amuzante                                      | Soiuz          |
| 2010 | Грай                                    | Cântă!                                                | Eastblok Music |
| 2010 | Агитпоп                                 | Agitpop                                               | Eastblok Music |
| 2009 | Культпросвет                            | Kultprosvet                                           | Deti Solnța    |
| 2008 | Manifest                                | Manifest                                              | Deti Solnța    |
| 2007 | Капитал                                 | Capital                                               | Nikitin        |
| 2006 | Мужчины не плачут                       | Bărbații nu plâng                                     | Birds Fabric   |
| 2004 | Аргентина                               | Argentina                                             | Deti Solnța    |
| 2004 | Золотые яйцы                            | Ouăle de aur                                          | Soiuz          |
| 2003 | Чырвоны кальсоны (макси-сингл)          | Red Pants                                             | Birds Fabric   |
| 2001 | Ляписденс - 2                           | Leapis-dance - 2                                      | Soiuz          |
| 2001 | Юность                                  | Tinerețe                                              | GRAND          |
| 2000 | Тяжкий                                  | Greu                                                  | REAL           |
| 2000 | Всем девчонкам нравится                 | Tuturor fetelor le place                              | Soiuz          |
| 1999 | Ляписденс                               | Leapis-dance                                          | Soiuz          |
| 1999 | Красота                                 | Frumusețe                                             | Soiuz          |
| 1998 | Любови капец: архивные записи 1992-1995 | Sfârșitul dragostei: înregistrări de arhivă 1992-1995 | Soiuz          |
| 1998 | Ты кинула                               | M-ai părăsit                                          | Soiuz          |
| 1997 | Смяротнае вяселле                       | Veselia mortală                                       | No Label       |
| 1996 | Ранетое сердце                          | Inimă rănită                                          | Satis          |
| 1995 | Любови капец! — Live '95                | Sfârșitul dragostei! — Live '95                       | Satis          |

## Videografie
- 2014 - Warriors of Light (Воины Света)
- 2014 - Matryoshka (Матрёшка)
- 2013 - Tank (Танк)
- 2013 — Dance (Танцуй)
- 2013 — Lyapis Crew
- 2012 — Iron (Железный)
- 2012 — Armored vehicle (Броненосец)
- 2012 — WaysofPeople (Путинарода, also could be translated as In kind of Putin)
- 2011 — Not To Be Cattle! (Не быць скотам!)
- 2011 — Princess (Принцесса)
- 2011 — Astronauts (Космонавты)
- 2011 — I believe (second version, Я верю)
- 2011 — I believe (Я верю)
- 2010 — Africa (Африка)
- 2010 — Bolt (Болт)
- 2010 — Buy Belarusian (Купляй беларускае)
- 2010 — Pulse of epoch (Пульс эпохи)
- 2009 — Fireflies (Светлячки)
- 2009 — Petrel (Буревестник)
- 2009 — Belarus Freedom
- 2009 — The Lights (Огоньки)
- 2008 — Manifesto (Манифест)
- 2008 — Jlob (Жлоб)
- 2008 — Kerch-2 (Керчь-2)
- 2008 — Golden Antelope (Золотая Антилопа)
- 2007 — Capital (animated version, Капитал)
- 2007 — Capital (garage version, Капитал)
- 2006 — Reindeers (by TIK, Олені)
- 2006 — No More (Харе)
- 2006 — Sayani (Саяны)
- 2006 — Andryusha (Андрюша)
- 2004 — Ten O'Clock Postman (Почтальоны)
- 2004 — Golden Eggs (Золотые яйцы)
- 2003 — Rainka (Раинька)
- 2003 — Swallows (Ласточки)
- 2002 — Gop-Hip-Hop, КДБ микс (feat. SASHA i SIROZHA, Гоп-хип-хоп)
- 2002 — Youth (Юность)
- 2001 — Nonbeauty (Некрасавица)
- 2001 — Sochi (Сочи)
- 2001 — Love turned its back on me (feat. KARAPUZIKEE, Любовь повернулась ко мне задом)
- 2001 — Doves (Голуби)
- 2000 — In The Alleys (feat. MASKY-SHOW, По аллеям)
- 2000 — UFO (НЛО)
- 2000 — Sports have passed (Спорт прошел)
- 2000 — Pal (Version 2 - master, Дружбан)
- 2000 — Pal (Version 1 - backwards, Дружбан)
- 1999 — Appletrees (Яблони)
- 1999 — Rose (Розочка)
- 1999 — You gave me up (feat. Diskoteka Avaria, Кинула)
- 1998 — You Gave me Up (Кинула)
- 1998 — In a white dress (В платье белом)
- 1997 — Ah-oo (Ау)